# Tokyu Department Store
Tokyu Department Store (東急百貨店, Tōkyū Hyakkaten) is een Japanse warenhuisketen van de Tokyu Group. De keten werd opgericht in 1934.

Het logo van Tokyu Department Store

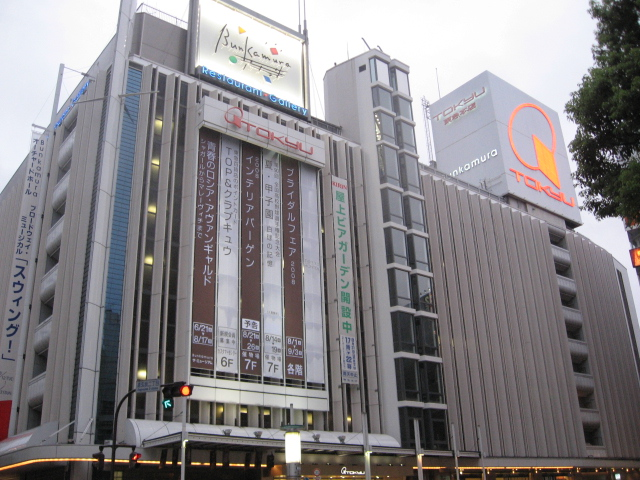
Vlaggenschipwinkel van Shibuya

De keten heeft filialen in de Japanse steden Tokio in de wijken Shibuya (het vlaggenschipfiliaal) en Kichijoji, Yokohama en Sapporo.
Twee warenhuizen in Bangkok in Thailand werden op 31 januari 2021 gesloten.